# Вратислав Еффенбергер
Вратислав Эффенбергер (чеськ. Vratislav Effenberger; нар. 22 квітня 1923 — пом. 10 серпня 1986) — чеський письменник, теоретик літератури.

## Життєпис
Народився 22 квітня 1923 року у місті Нимбурк, в Чехословаччині.
З 1946 року — працював у Чехословацькому кіноінституті. 
З початку 1950-х років працював на робітничих професіях. 
Із 1968 по 1970 рік — співробітник Філософського інституту Чехословацької академії наук.
Із 1971 по 1977 рік — перекладач Празької інформаційної служби. 
З моменту підписання Хартії 77 — знову працював чорноробом.
На пенсії по інвалідності з 1977 року — лідер сюрреалістичної групи в Чехословаччині. Засновник журналу Analogon. 
У 1946 році дебютував у квартеті. Потім друкувався в журналах Filosofický časopis, Československá rusistika, Literární listy, Listy та інших. 
Співредактор антології Surrealistické vydíško.
Помер 22 квітня 1986 року у Празі.

## Творчість
Більшість робіт Еффенбергера не опублікована.
Автор віршів, кіносценаріїв, драматичних текстів, мистецтвознавчих, семіологічних праць, літературної критики, філософської есеїстики тощо.